# Teilnetzbetrieb
Teilnetzbetrieb bezeichnet den Zustand, in dem ein Teil eines Kommunikationsnetzwerkes aktiv ist, während ein anderer Teil nicht aktiv ist.
Ein solcher Zustand ist derzeit nicht für alle Kommunikationsnetze vorgesehen. Ist ein CAN-Netzwerk im Teilnetzbetrieb, so spricht man im Englischen von CAN Partial Network. Im Deutschen werden die Begriffe "Teilnetzbetrieb" und "CAN Partial Network" oftmals gleichberechtigt nebeneinander genutzt.
Nicht benötigte Knoten, die nur deshalb aktiv sind, weil andere Knoten desselben Netzes aktiv sein müssen, verbrauchen unnötig elektrische Energie. Deshalb sind derzeit Fahrzeughersteller daran interessiert, den Teilnetzbetrieb im Kfz einzuführen, da sich auf diese Weise kleine Mengen an Energie einsparen lassen.
Bei (high-speed) CAN und teilweise bei FlexRay werden alle Netzwerkknoten aktiv, wenn mindestens einer anfängt zu kommunizieren. In diesen Fällen behilft man sich damit, dass einzelne Netzwerkknoten von der Versorgungsspannung getrennt werden, um sie inaktiv zu machen. Eine andere Möglichkeit ein Teilnetzbetrieb zu generieren, ist das kollektive Aufwecken aller  Netzwerkknoten gefolgt von einem selektiven Einschlafen nicht benötigter Netzwerkknoten durch beispielsweise der Zuhilfenahme eines Netzwerkmanagement.
Bei Single-wire CAN ist es möglich Nachrichten mit einem höheren als dem normalen Spannungspegel zu versenden. Nur solche Nachrichten aktivieren (wecken) die inaktiven (schlafenden) Netzwerkknoten.
Für high-speed CAN ist der physical layer in ISO 11898-5 spezifiziert. Dabei ist vorgesehen, dass jeder Knoten aktiviert (geweckt) wird, sobald Daten übertragen werden.
In dem neuen Teil der ISO11898, dem Part 6 (High-speed medium access unit with selective wake-up functionality) wird nun das Wecken durch frei definierbare Nachrichten spezifiziert. In realen Produkten, die diesem neuen Standard entsprechen, wird die Wecknachricht über ein Serial Peripheral Interface (SPI) frei konfigurierbar sein.
Auf dem 15. Fachkongress "Fortschritte in der Automobilelektronik" in Ludwigsburg einigten sich im Juni 2011 die E/E-Leiter (E/E: Elektrik/Elektronik) der Automobilhersteller Audi, BMW, Daimler, Opel, Porsche und Volkswagen auf einen gemeinsamen Standard beim Teilnetzbetrieb (CAN Partial Network) und stellten die Details sofort der Öffentlichkeit vor (siehe Link zur Ludwigsburger Erklärung). 
Auch die passenden Chips für CAN Partial Network gibt es bereits (siehe Link).